# Чеві-Чейз-Секшен-Трі (Меріленд)
Чеві-Чейз-Секшен-Трі (англ. Chevy Chase Section Three) — селище (англ. village) в США, в окрузі Монтгомері штату Меріленд. Населення — 802 особи (2020).

## Географія
Чеві-Чейз-Секшен-Трі розташоване за координатами 38°58′46″ пн. ш. 77°4′27″ зх. д. / 38.97944° пн. ш. 77.07417° зх. д. (38.979316, -77.074168).  За даними Бюро перепису населення США в 2010 році селище мало площу 0,30 км², уся площа — суходіл.

## Демографія
Згідно з переписом 2010 року, у селищі мешкало 760 осіб у 271 домогосподарстві у складі 223 родин. Густота населення становила 2495 осіб/км².  Було 278 помешкань (913/км²).
Расовий склад населення:
| - 92,1 % — білих - 2,6 % — азіатів - 1,3 % — чорних або афроамериканців - 0,1 % — корінних американців |

До двох чи більше рас належало 3,2 %. Частка іспаномовних становила 3,9 % від усіх жителів.
За віковим діапазоном населення розподілялося таким чином: 28,7 % — особи молодші 18 років, 51,0 % — особи у віці 18—64 років, 20,3 % — особи у віці 65 років та старші. Медіана віку мешканця становила 43,8 року. На 100 осіб жіночої статі у селищі припадало 88,6 чоловіків;  на 100 жінок у віці від 18 років та старших — 85,6 чоловіків також старших 18 років.
За межею бідності перебувало 1,8 % осіб, у тому числі 0,0 % дітей у віці до 18 років та 3,8 % осіб у віці 65 років та старших.
Цивільне працевлаштоване населення становило 393 особи. Основні галузі зайнятості: науковці, спеціалісти, менеджери — 32,6 %, освіта, охорона здоров'я та соціальна допомога — 16,5 %, фінанси, страхування та нерухомість — 13,2 %, публічна адміністрація — 11,5 %.